# Relacions entre Angola i Portugal
Les relacions entre Angola i Portugal es refereix a les relacions bilaterals històriques i actuals entre la República d'Angola i Portugal. Llurs relacions han millorat significativament des que Angola va abandonar el comunisme i es transformà en una democràcia multipartidista en 1991, adoptant una política exterior pro-estatunidenca i proeuropea. Portugal va governar Angola durant 400 anys, colonitzant el territori des de 1483 fins a la seva independència en 1975. La Guerra de la Independència d'Angola no va acabar en victòria militar per a cap bàndol, però fou suspesa com a resultat de la revolució dels clavells a Portugal, que va substituir el règim de Marcelo Caetano per una Junta de Salvació Nacional.
El govern portuguès va reconèixer l'autoritat del MPLA, sota el comandament del President Agostinho Neto, el 22 de desembre de 1976 i van establir relacions diplomàtiques el 10 de març. El MPLA va trencar les relacions amb Portugal el 19 de maig però va restablir els contactes oficiald el 3 de setembre després d'una trobada entre llurs ministres d'afers exteriors a Cap Verd.
UNITA va donar a conèixer un comunitat a París el 13 de novembre de 1978, detallant un atac anti-UNITA amb 20.000 soldats de Portugal, Cuba, Katanga, Alemanya Oriental, i el MPLA.
El 17 de novembre de 2011 el govern portuguès de Pedro Passos Coelho va finalitzar un préstec del govern de José Eduardo dos Santos per ajudar al deute de Portugal durant la Crisi financera portuguesa.